# لکلانشه
لکلانشه (انگلیسی: Leclanché) شرکت باتری‌سازی سوئیسی است، که در سال ۱۹۰۹ توسط جورجز لکلانشه تأسیس شد.